# Папуга-бронзоголов великий
Папуга-бронзоголов великий (Psittacella brehmii) — вид птахів з родини папугові (Psittacidae). Ендемік Новій Гвінеї. Вид отримав назву P. brehmii на честь Альфреда Брема (1829–1884), німецького мандрівника і колекціонера.

## Опис
Це найбільший птах в роді папуг-бронзоголовів. Його довжина становить близько 24 см, вага від 94 до 120 г. Він здебільшого зеленого кольору, з головою тьмяно-оливкового кольору, жовтими і чорними смужками на спині і гузці і червоним покривним пір'ям на хвості. Його райдужка червона, а дзьоб блакитнувато-сірий, білий на кінці. Ноги сірі. У самців на бічних сторонах шиї жовті смужки; груди зелені. У самиць на шиї смужок немає, однак на грудях чорно-жовні смужки.

## Поширення
Великий папуга-бронзоголов є ендеміком Новій Гвінеї. Мешкає в тропічних гірських лісах і високогір'ях на висоті від 1500 до 2600 м над рівнем моря; на півострові Хуон до 3800 м над рівнем моря.

## Раціон
Харчується фруктами, насінням, ягодами, квітками, листям.

## Підвиди
Виділяють чотири підвиди:
- P. b. brehmii: півострів Чендравасіх, Західне Папуа.
- P. b. intermixta: Центральне нагір'я Нової Гвінеї. Більшого розміру, ніж номінативний підвид, нижня сторорона тіла жовтувато-зеленого відтінку.
- P. b. pallida: Південно-західні нагір'я Нової Гвінеї. Схожий на номінативний підвид, однак має вужчий дзьоб.
- P. b. harterti: Півострів Гуон (північний схід Нової Гвінеї). Голова світліша, розміри тіла менші.

## Збереження
Це поширений вид птахів, який мешкає в малодоступних для людини місцях. МСОП вважає цей вид таким, що не потребує особливих заходів зі збереження.